# Mishima (Nagasaki)
Mishima (jap. 箕島) ist eine heute unbewohnte Insel von Ōmura, Japan, die zwischen 1972 und 1975 im Zuge eines Bauprojekts künstlich von 0,9 km² auf 2,4 km² vergrößert wurde. Die ehemals 66 Bewohner stimmten ihrer Umsiedlung zu. Auf der Insel befindet sich der Flughafen Nagasaki.